# Jalatunda
Jalatunda is een bestuurslaag in het regentschap Banjarnegara van de provincie Midden-Java, Indonesië. Jalatunda telt 4365 inwoners (volkstelling 2010).